# Washington Mutual

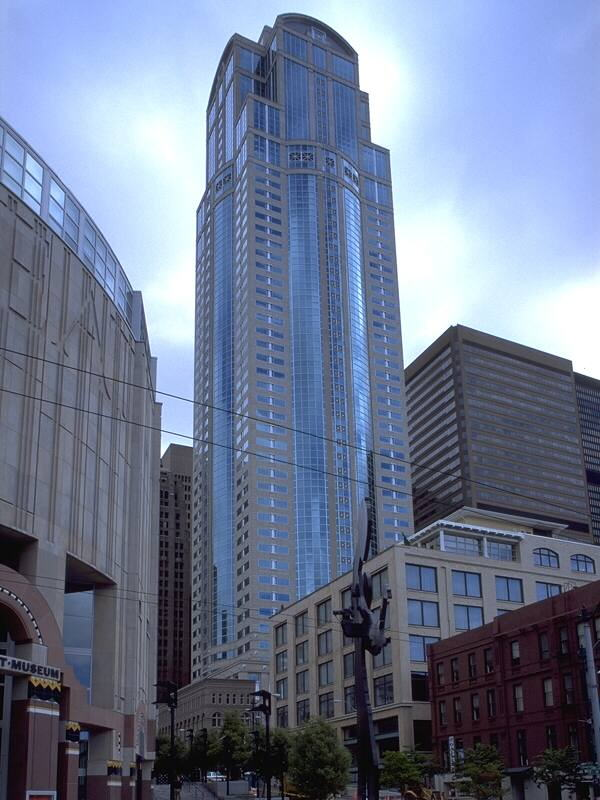
Washington Mutual Tower i Seattle, Washington.

Washington Mutual (förkortat WaMu) var USA:s näst största sparbank, fram till dess att den kraschade den 25 september 2008. Bankens tillgångar såldes av amerikanska myndigheter till banken J.P. Morgan Chase för 1,9 miljarder dollar.
Banken grundades den 25 september 1889, och blev en av de största bankerna i USA under första världskriget. Länge var banken känd för sin slogan "The Friend of the Family" ("familjens vän"); sedan byttes företagets slogan till "Simpler Banking, More Smiles" ("enklare bankaffärer, fler leenden"). Banken var pionjär med uttagsautomater.
Bankkraschen var ett led i den större finanskrisen samma år, till följd av subprimelån.